# 코코나 (가수)
코코나(2001년 ~ )는 대한민국의 가수 겸 작곡가다. 2022년 싱글 앨범 [It's all done]으로 데뷔했다.

## 방송
- 랩:퍼블릭 (2024)